# Markus Busch (Eishockeyspieler)
Markus Busch (* 30. Mai 1981 in Tegernsee) ist ein ehemaliger deutscher Eishockeyspieler, der über viele Jahre in der Deutschen Eishockey Liga,  2. Bundesliga und der Oberliga Süd aktiv war.

## Karriere
Busch erlernte das Eishockeyspielen bei seinem Heimatverein, dem TEV Miesbach. Seine erste Profisaison spielte er 1999/00 bei den Erding Jets in der Oberliga, mit denen er in dieser Saison den Aufstieg in die 2. Bundesliga feiern konnte. Nach einer weiteren Saison bei den Jets wechselte Busch 2001 zu den Schwenninger Wild Wings in die Deutsche Eishockey Liga, für die er zwei Jahre spielte. Seine nächste Station in der 2. Bundesliga war der EV Duisburg, für den er wieder zwei Jahre spielte. Daraufhin wechselte er zu den Moskitos Essen, bei denen er zwei Jahre lang unter Vertrag stand, bevor er von den Kassel Huskies verpflichtet wurde. Nach einem eher schlechten Start in die Saison wechselte er bereits nach elf Spielen wieder zurück nach Essen. Nach deren Insolvenz wechselte Busch zu seinem aktuellen Verein, dem EV Ravensburg. Bei einem Auswärtsspiel der EVR Tower Stars bei den Dresdner Eislöwen am 10. Januar 2010 zog sich Busch eine Schulterverletzung zu, sodass die Saison 2009/10 für ihn beendet war. Dies war die insgesamt fünfte schwere Schulterverletzung die eine erneute OP unumgänglich machte.
Am Ende der Saison 2010/11 gewann er mit den Ravensburg Towerstars die Meisterschaft der 2. Bundesliga. Nach dem Ausscheiden der Towerstars im Playoff-Halbfinale der Saison 2011/12 gegen die Landshut Cannibals verließ er die Towerstars. In der  Saison 2012/2013 ging Busch für seinen Heimatverein TEV Miesbach in der viertklassigen Bayernliga aufs Eis und beendete anschließend seine aktive Karriere. In der Saison 2015/2016 spielte Busch wegen verletzungsbedingter Ausfälle einige Spiele beim EC Bad Tölz.

## Erfolge und Auszeichnungen
- 2005 2. Bundesliga-Meister mit dem EV Duisburg
- 2011 2. Bundesliga-Meister mit den Ravensburg Towerstars

## Karrierestatistik
| 1999/00              | Erding Jets          | OL                   | 52  | 11 | 7   | 18  | 50  | –  | – | –  | –  | –  |
| 2000/01              | Erding Jets          | 2. BL                | 28  | 6  | 7   | 13  | 12  | –  | – | –  | –  | –  |
| 2001/02              | SERC Wild Wings      | DEL                  | 33  | 1  | 0   | 1   | 2   | –  | – | –  | –  | –  |
| 2002/03              | SERC Wild Wings      | DEL                  | 50  | 1  | 1   | 2   | 14  | –  | – | –  | –  | –  |
| 2003/04              | EV Duisburg          | 2. BL                | 24  | 10 | 4   | 14  | 18  | –  | – | –  | –  | –  |
| 2004/05              | EV Duisburg          | 2. BL                | 25  | 0  | 7   | 7   | 14  | –  | – | –  | –  | –  |
| 2005/06              | Moskitos Essen       | 2. BL                | 51  | 11 | 17  | 28  | 0   | –  | – | –  | –  | –  |
| 2006/07              | Moskitos Essen       | 2. BL                | 50  | 7  | 35  | 42  | 0   | –  | – | –  | –  | –  |
| 2007/08              | Kassel Huskies       | 2. BL                | 11  | 2  | 1   | 3   | 8   | –  | – | –  | –  | –  |
| 2007/08              | Moskitos Essen       | 2. BL                | 27  | 5  | 16  | 21  | 40  | 6  | 0 | 3  | 3  | 2  |
| 2008/09              | EV Ravensburg        | 2. BL                | 44  | 9  | 20  | 29  | 46  | 6  | 0 | 1  | 1  | 18 |
| 2009/10              | EV Ravensburg        | 2. BL                | 30  | 2  | 16  | 18  | 10  | –  | – | –  | –  | –  |
| 2010/11              | EV Ravensburg        | 2. BL                | 34  | 2  | 9   | 11  | 12  | 12 | 1 | 8  | 9  | 2  |
| Oberliga gesamt      | Oberliga gesamt      | Oberliga gesamt      | 52  | 11 | 7   | 18  | 50  | –  | – | –  | –  | –  |
| 2. Bundesliga gesamt | 2. Bundesliga gesamt | 2. Bundesliga gesamt | 296 | 48 | 125 | 173 | 148 | 24 | 1 | 12 | 13 | 22 |
| DEL gesamt           | DEL gesamt           | DEL gesamt           | 83  | 2  | 1   | 3   | 16  | –  | – | –  | –  | –  |

(Legende zur Spielerstatistik: Sp oder GP = absolvierte Spiele; T oder G = erzielte Tore; V oder A = erzielte Assists; Pkt oder Pts = erzielte Scorerpunkte; SM oder PIM = erhaltene Strafminuten; +/− = Plus/Minus-Bilanz; PP = erzielte Überzahltore; SH = erzielte Unterzahltore; GW = erzielte Siegtore; 1 Play-downs/Relegation; Kursiv: Statistik nicht vollständig)